# Silhouettea
Silhouettea és un gènere de peixos de la família dels gòbids i de l'ordre dels perciformes.

## Taxonomia
- Silhouettea aegyptia  (Chabanaud, 1933)[2]
- Silhouettea capitlineata  (Randall, 2008)[3]
- Silhouettea chaimi  (Goren, 1978)[4]
- Silhouettea dotui  (Takagi, 1957)[5]
- Silhouettea evanida  (Larson & Miller, 1986)[6]
- Silhouettea hoesei  (Larson & Miller, 1986)[6]
- Silhouettea indica  (Visweswara Rao, 1971)[7]
- Silhouettea insinuans  (Smith, 1959)[8]
- Silhouettea nuchipunctatus  (Herre, 1934)[9]
- Silhouettea sibayi  (Farquharson, 1970)[10][11][12][13][14][15][16]